# Elefante-pigmeu-de-bornéu
O elefante-pigmeu-de-bornéu (Elephas maximus borneensis) é uma subespécie de elefante-asiático nativa de uma pequena área no nordeste da Ilha de Bornéu. Sua classificação ainda é motivo de discussão, mas evidências morfológicas e genéticas em um estudo de 2003 sugerem uma diferenciação das outras subespécies. Seguindo esse pensamento, eles teriam se divergido de seus ancestrais há 300.000 anos. São menores que todas as outras subespécies com altura máxima de 2,5 metros além de orelhas maiores, "face de bebê" e caudas tão grandes que tocam o chão. São ameaçados pelos mesmos motivos das outras subespécies, ou seja, desmatamento para cultivos comerciais, caça e conflitos com humanos em geral.
A crença popular suporta a ideia de que são elefantes ferais que se originaram de elefantes trazidos de presente para o Sultão de Sulu em 1750 através da Companhia das Índias Orientais. Eles seriam descendentes de animais da Índia (Elephas maximus indicus), onde as operações da companhia e o comércio de elefantes domesticados ocorriam. Outra ideia suporta a origem de Sumatra ou da Península Malaia, considerando a proximidade geográfica e o comércio de elefantes que ocorreu entre os séculos XVI e XVIII nessa região. Eles seriam, então, animais ferais e com baixa prioridade de conservação. Mas considerando a diferenciação, são uma forma distinta e portanto com uma alta prioridade de conservação.